# 克爾哈塔山 (馬爾卡帕塔區)
13°37′59″S 71°02′42″W / 13.63306°S 71.04500°W
克爾哈塔山（Queljata），是秘魯的山峰，位於該國東南部庫斯科大區，由基斯皮坎奇省的馬爾卡帕塔區負責管轄，屬於韋爾卡努塔山脈的一部分，海拔高度約4,800米。